# Nedijeljko Zelić
Nedijeljko Zelić of kortweg Ned Zelić (Sydney, 4 juli 1971) is een Australisch voormalig profvoetballer van Kroatische afkomst.

## Clubcarrière
Zelić speelde als profvoetballer vooral bij Duitse clubs. Van 1992 tot 1995 was hij actief voor Borussia Dortmund. Na een half jaar bij Eintracht Frankfurt te hebben gespeeld, vertrok Zelic in januari 1996 naar het Engelse Queens Park Rangers. Hier speelde hij slechts vier competitieduels en in de zomer van 1996 werd het Franse AJ Auxerre zijn nieuwe club. In 1997 keerde Zelić terug naar Duitsland waar hij tot 2002 bij TSV 1860 München speelde. Na twee seizoenen in Japan bij Kyoto Purple Sanga (2002/2003) en Urawa Red Diamonds (2003/2004) en één jaar bij het Oostenrijkse FC Wacker te hebben gespeeld, keerde Zelić in 2005 terug naar Australië. Hier tekende hij een contract bij Newcastle United Jets uit de A-League. Zelić speelde in het seizoen 2006/2007 voor Helmond Sport, maar voor de Nederlandse club speelde de verdediger slechts zeven competitiewedstrijden en hij leek vanwege een rugblessure zijn loopbaan te moeten afsluiten. Uiteindelijk besloot Zelić in maart 2007 voor Dinamo Tbilisi te gaan spelen.

## Nationaal elftal
Zelić speelde 34 interlands voor het Australisch nationaal elftal. Hij was met zijn land actief op de Olympische Spelen van 1992 in Barcelona. In 1997 was Zelić met de Socceroos verliezend finalist op de Confederations Cup. Na een conflict met voormalig bondscoach Frank Farina werd Zelić niet meer opgeroepen voor het Australisch nationaal elftal.

## Spelerstatistieken[1]
| seizoen | club                  | land                | competitie             | duels | goals |
| ------- | --------------------- | ------------------- | ---------------------- | ----- | ----- |
| 1988/89 | Sydney Croatia        | Vlag van Australië  | National Soccer League | 8     | 0     |
| 1989/90 | Sydney Croatia        | Vlag van Australië  | National Soccer League | 2     | 0     |
| 1990/91 | Sydney Croatia        | Vlag van Australië  | National Soccer League | 26    | 0     |
| 1991/92 | Sydney Olympic        | Vlag van Australië  | National Soccer League | 16    | 1     |
| 1992/93 | Borussia Dortmund     | Vlag van Duitsland  | Bundesliga             | 19    | 0     |
| 1993/94 | Borussia Dortmund     | Vlag van Duitsland  | Bundesliga             | 18    | 1     |
| 1994/95 | Borussia Dortmund     | Vlag van Duitsland  | Bundesliga             | 4     | 0     |
| 1995/96 | Eintracht Frankfurt   | Vlag van Duitsland  | Bundesliga             | 17    | 1     |
| 1995/96 | Queens Park Rangers   | Vlag van Engeland   | First Division         | 4     | 0     |
| 1996/97 | AJ Auxerre            | Vlag van Frankrijk  | Ligue 1                | 12    | 0     |
| 1997/98 | TSV 1860 München      | Vlag van Duitsland  | Bundesliga             | 13    | 0     |
| 1998/99 | TSV 1860 München      | Vlag van Duitsland  | Bundesliga             | 33    | 1     |
| 1999/00 | TSV 1860 München      | Vlag van Duitsland  | Bundesliga             | 23    | 2     |
| 2000/01 | TSV 1860 München      | Vlag van Duitsland  | Bundesliga             | 27    | 0     |
| 2001/02 | TSV 1860 München      | Vlag van Duitsland  | Bundesliga             | 6     | 0     |
| 2002/03 | Kyoto Purple Sanga    | Vlag van Japan      | J-League               | 1     | 0     |
| 2002/03 | Urawa Red Diamonds    | Vlag van Japan      | J-League               | 1     | 0     |
| 2003/04 | Urawa Red Diamonds    | Vlag van Japan      | J-League               | 22    | 2     |
| 2004/05 | FC Wacker Tirol       | Vlag van Oostenrijk | T-Mobile Bundesliga    | 14    | 0     |
| 2005/06 | Newcastle United Jets | Vlag van Australië  | A-League               | 21    | 1     |
| 2006/07 | Helmond Sport         | Vlag van Nederland  | Jupiler League         | 7     | 0     |
| 2006/07 | FC Dinamo Tbilisi     | Vlag van Georgië    | Oemaghlesi Liga        | 11    | 0     |
| 2007/08 | FC Dinamo Tbilisi     | Vlag van Georgië    | Oemaghlesi Liga        | 23    | 0     |